# Hideo Tanaka
Hideo Tanaka (田中 英雄 Tanaka Hideo?, Kumamoto, 1 de marzo de 1983) es un exfutbolista japonés que jugaba como centrocampista.

## Trayectoria

### Clubes
| Club                       | País  | Año       |
| -------------------------- | ----- | --------- |
| Vissel Kobe                | Japón | 2005-2017 |
| Kyoto Sanga F. C. (cedido) | Japón | 2014      |
| Tegevajaro Miyazaki        | Japón | 2018      |
| Kamatamare Sanuki (cedido) | Japón | 2018      |
| FC Tiamo Hirakata          | Japón | 2019-2022 |